# أوندويس دي ليردا
بلدية أوندويس دي ليردا (بالإسبانية: Undués de Lerda) هي بلدية تقع في مقاطعة سرقسطة التابعة لمنطقة أراغون شمال شرق إسبانيا.

## الديموغرافيا
بلغ عدد سكان بلدية أوندويس دي ليردا 74 نسمة عام 2011 (وفقاً للمعهد الوطني الإسباني للإحصاء).
| 59 | 52 | 53 | 62 | 64 | 71 | 74 |